# Las Estacas, Guanajuato
Las Estacas är en ort i Mexiko.   Den ligger i kommunen Abasolo och delstaten Guanajuato, i den centrala delen av landet, 260 km väster om huvudstaden Mexico City. Las Estacas ligger 1 701 meter över havet och antalet invånare är 387.
Terrängen runt Las Estacas är kuperad västerut, men österut är den platt. Runt Las Estacas är det ganska tätbefolkat, med 166 invånare per kvadratkilometer. Närmaste större samhälle är Abasolo, 13,9 km nordväst om Las Estacas. Trakten runt Las Estacas består till största delen av jordbruksmark.